# 埃斯波
埃斯波（芬蘭語：Espoo，芬蘭語發音：[ˈespoː]），芬兰城市，位于芬兰湾北岸，同赫尔辛基、万塔、考尼艾宁共同组成首都地区。
雙語城市芬兰語和瑞典語同為官方語言，埃斯波是人口数量仅次于赫尔辛基的芬兰第二大城市。阿尔托大学、VTT和通力、诺基亚等公司均位于该市。

## 历史
城市的名称Espoo可能源自埃斯波河（Espå）的瑞典语名称，这个瑞典语词来自于古瑞典语里的äspe，意思是白杨架子。这个名字在1431年最先被提及。
这个地区的首批居民在约9000年前来到这里。长期的居住开始于12和13世纪之间。13世纪贯穿埃斯波的国王路始发于斯德哥尔摩途径图尔库直至维堡。埃斯波保存至今的最老的建筑埃斯波主教座堂始建于1480年代。城市的行政中心埃斯波中心就是在教堂和火车站周围发展起来的。
1920年，埃斯波还只是个有9000人口的小城，其中有70%说瑞典语。当时农业是唯一的收入来源，75%的人口靠耕种为生。考尼艾宁1920年从埃斯波分离出来，并在1972年与埃斯波同时获得城市权。
20世纪四五十年代，埃斯波开始迅速发展，很快就从一个乡村型市镇转变成一个羽翼丰满的工业型城市。由于和首都赫尔辛基的邻里关系，埃斯波的知名度在首都上班的人中很快提升。在1950年到2000年的50年中，埃斯波的人口从2.2万增长到21万。从1945年开始埃斯波的大部分居民都是说芬兰语的，2006年的人口统计显示，瑞典语人口仅占总人口的9%。而在2016年底的统计中，瑞典语人口才占7.3%。城市的人口还在持续增长，虽然增长率不高。

## 人口
2016年底的人口统计中的国籍比例是89.8%芬兰国籍，10.2%其它国籍。宗教信仰比例是61.5%路德教（整个芬兰路德教会成员的比例为71.9%）。

## 文化
埃斯波现代艺术博物馆位于一座翻新的印刷厂内，在同一座建筑内还有芬兰唯一的钟表博物馆及一家玩具博物馆。格利姆斯庄园博物馆也位于埃斯波境内。埃斯波文化中心座落在埃斯波塔皮奥拉市区内，它是世界知名塔皮奥拉小交响乐团的主场音乐厅。
埃斯波的重金属乐队Children of Bodom的名字源于1960年在埃斯波北郊博多姆湖发生的一起数人被杀的谋杀案。另外，Norther乐队也来自埃斯波。
一級方程式前世界冠軍奇米·雷克南亦出生於此。

## 经济

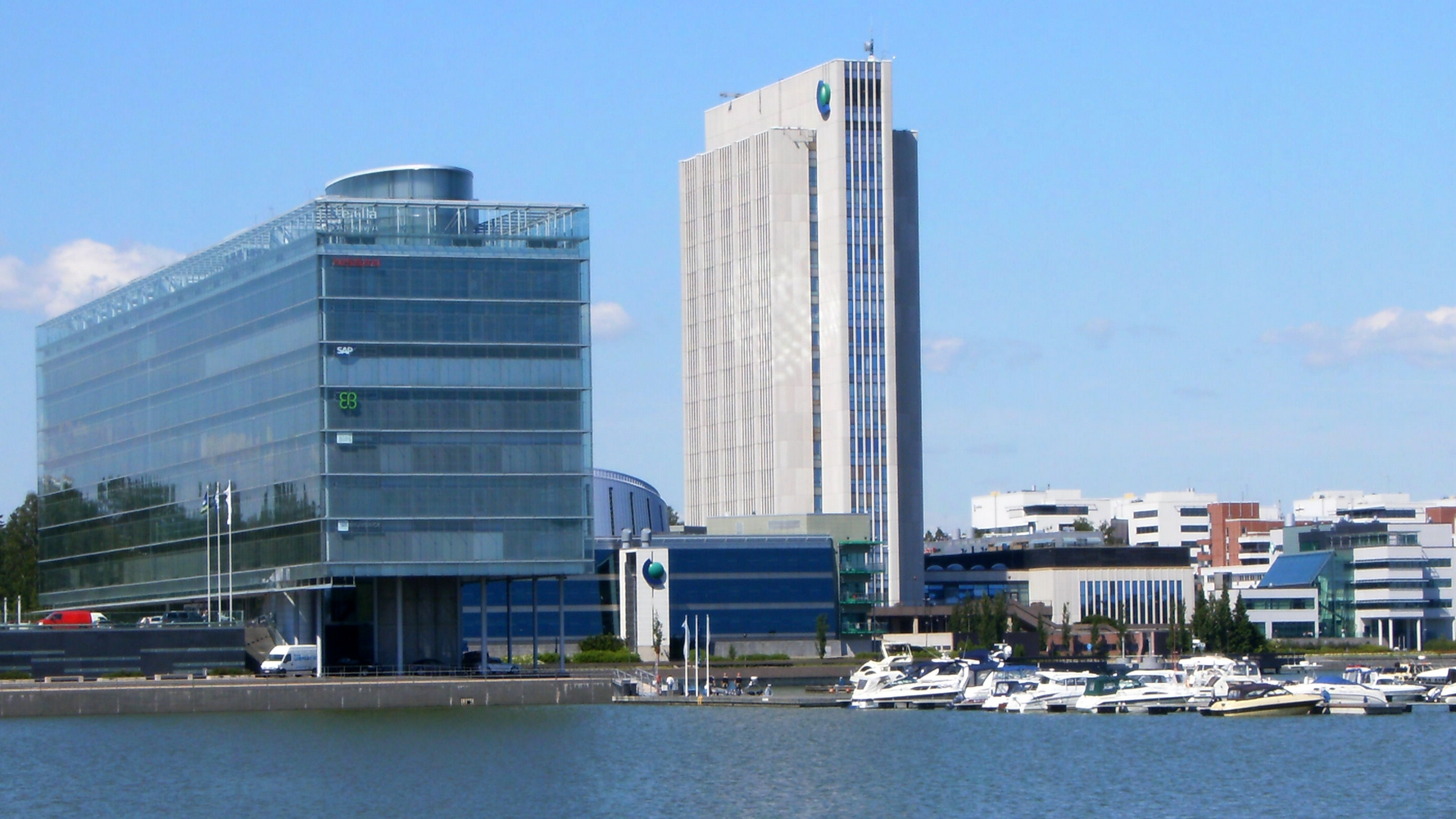
位于凯伊拉涅米区的办公高楼

在19世纪末期赫尔辛基快速地从一个海滨小城发展成规模较大的中心城市，这也给埃斯波的工业企业带来了发展的动力。20世纪初期当芬兰西部沿海铁路通车后，埃斯波的工业转移至铁路的边上，例如埃斯波西南部砖块工业开始得到发展。直到20世纪中叶埃斯波的玻璃制造业有一定的规模。
1950年代时埃斯波的人口开始快速增长，自此以后埃斯波的经济结构开始由建筑和服务业为主导。2010年代以工作岗位数量来看最主要的行业为零售、住宿餐馆业、以及专家服务业。信息及通信技术占十分之一。六分之一的工作岗位在工业及建筑业中。公共部门为最大的行业：在2010年代中期近四分之一的工作岗位在公共部门内。
从一个中世纪农村小镇发展至赫尔辛基大区的一个有机部分，这使得农业及森林业的工作岗位只占千分之几。
按雇员数量来看，埃斯波最大的雇主公司（超过1000名雇员）为：埃斯波市（2013年底时13970人）、诺基亚、通力、Inex Partners、Tieto Finland Oy、约尔维医院、Orion Oyj、Tapiola (保险公司)、阿尔托大学和VTT。
很多公司诸如诺基亚的总部设在埃斯波。

## 友好城市
埃斯波的友好城市有：

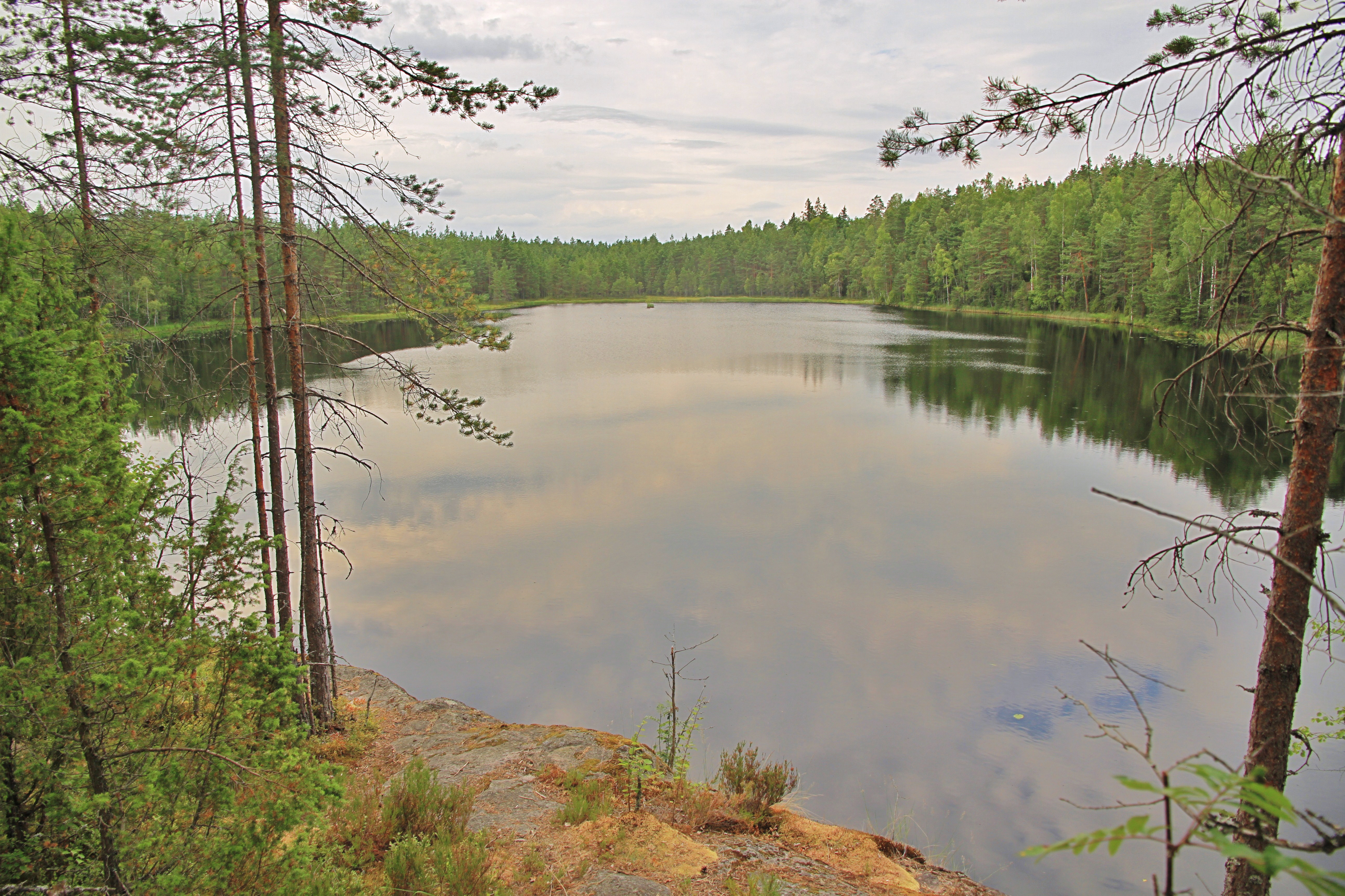
努克西奥国家公园里的湖泊

- 瑞典克里斯蒂安斯塔德市镇（1969年）
- 丹麦克厄市鎮（1970年）
- 挪威孔斯贝格（1970年）
- 匈牙利埃斯泰尔戈姆 （1974年）
- 冰岛斯卡加菲厄泽（1984年）
- 中国上海（1988年）
- 爱沙尼亚塔林讷梅区（1993年）
- 美国德克萨斯州欧文（1998年）